# Dzemul (kommun)
Dzemul är en kommun i Mexiko.   Den ligger i delstaten Yucatán, i den östra delen av landet, 1 000 km öster om huvudstaden Mexico City. Antalet invånare är 3 489. Arean är 124 kvadratkilometer.
Terrängen i Dzemul är mycket platt.
Följande samhällen finns i Dzemul:
- Dzemul